# Katelysia (schip, 1954)
De Katelysia was een éénschroefs tanker voor ruwe olie met twee masten. De eerste van een serie van zestien voor de Petroleum Maatschappij 'La Corona' in Den Haag. Vier van deze zusterschepen zijn door de Rotterdamsche Droogdok Maatschappij gebouwd.

## Bijzondere lading
In november 1976 werd bij Philadelphia, een eind de rivier Delaware op, uitsluitend 17.000 ton water ingenomen. Dat was bestemd voor de waterfabriek op Curaçao. Die was uitgevallen en het probleem werd zo goed mogelijk opgelost door alle tankers die naar Curaçao kwamen te vragen water mee te brengen. Het werd zo uit de rivier in de tanks gepompt en op Curaçao gelost. De marconist heeft niet boven water gekregen of dat eerst nog gezuiverd werd of dat het daar zo het systeem in ging.

## Zusterschepen
Dit schip was er één uit de bij de RDM gebouwde serie van vijf zusterschepen: Katelysia (RDM-285), Westertoren (RDM-287), Kalydon (RDM-288), Kabylia (RDM-289) en Kara (RDM-292). De Westertoren was weliswaar een zusterschip van deze Shell-tankers, doch werd bestemd voor de Nederlandse Tank- en Paketvaart Mij. te Amsterdam. Daarnaast bij andere werven de Kelletia, Kellia, Kenia, Kermia, Kalinga, Khasiella, Kopionella, Koratia, Korenia, Korovina, Kosicia, Kossmatella, Krebsia, Kryptos, Kylix, Ameland, Schelpwijk, Munttoren, Kaap Hoorn, Keizerswaard, Koningswaard, Alkmaar, Purmerend en de Dorestad

## Incidenten
Op 9 mei 1964 van Aden komend moest bij Al Mukalla in Jemen kerosine en benzine worden gelost voor het daar vechtende Engelse leger. In de baai liep het schip volgeladen aan bakboord achter aan de grond. Met half achteruit en wrikken van stuurboord naar bakboord stootte het schip nog een paar keer. In de machinekamer was te horen dat de bodem over de rotsen schoof. De pompkamer liep vol met zeewater en kerosine. Uiteindelijk kwam na overpompen van wat lading en brandstof het schip na meer dan anderhalf uur los en ging het op een wat veiliger plaats voor anker. De schade van voordieptank tot achterpompkamer was aanzienlijk. Uiteindelijk moesten 38 bodemplaten worden vernieuwd met veel werk aan spanten en wrangen. In totaal zo'n 100 ton staal.
Het schip kwam in het nieuws bij een reis van de Tabangao Refinery, een raffinaderij in Batangas City op de Philippijnen, naar Saigon. De rivier Saigon op met een lading smeerolie. Voor de wal in de haven van Saigon ontplofte op 15 juli 1974  een kleefmijn tegen ladingtank SB1 in het voorschip. Het zakte voorover op de bodem van de rivier. Bij inspectie van de tank bleek dat er een gat van 2x1 meter te zijn geslagen in de boeg, van stuurboord naar bakboord dwars door de centertank. Aan bakboord waren de huidplaten naar buiten omgekruld. Een geluk bij een ongeluk was, dat er in die tank smeerolie had gezeten en dat de tank daardoor gasvrij gebleven was. Daardoor was er geen brand of explosie veroorzaakt. Door slim te ballasten kon het gat boven water worden gebracht en kon het worden gerepareerd in een dok van de Keppel Shipyard in Singapore.
Wat het landelijk nieuws niet haalde, was een aanvaring op 10 december 1976 op de Rede van Recalada op de Río de la Plata. Daar moest gelichterd worden vanwege te veel diepgang om Campana te bereiken, dat zo'n 75 kilometer de rivier op lag. Bij het langszij komen van de Argentijnse Shell tanker Pecten raakten de twee achterschepen elkaar, waarbij het potdeksel van het bovendek op het achterschip werd ingedrukt.

## Sloop
De Katelysia is in de zomer van 1977 voor de sloop verkocht aan de Nan Long Steel & Iron Co. Ltd. te Kaohsiung (Taiwan). Hij arriveerde daar op 5 augustus 1977 en 25 september 1977 werd met het slopen begonnen.